# Cour de Rome (8e arrondissement de Paris)
Pour les articles homonymes, voir Cour de Rome (3e arrondissement de Paris).
La cour de Rome est une voie située dans le quartier de l'Europe du 8e arrondissement de Paris. Elle ne doit pas être confondue avec la cour de Rome située dans le 3e arrondissement.

## Situation et accès
Cette cour est une dépendance de la gare Saint-Lazare. 
La cour de Rome est desservie par les lignes 3, 12, 13 et 14 à la station Saint-Lazare.

## Origine du nom
Elle doit son nom de son voisinage avec la rue homonyme et fait le pendant à la cour du Havre située à l'est de la gare.

## Historique
Cette voie est créée lors de la reconstruction de la gare Saint-Lazare entre 1885-1888. 
Outre sa notoriété liée à la gare, elle en doit également une littéraire en étant l'un des éléments centraux et déclinés des Exercices de style de Raymond Queneau paru en 1947.

## Bâtiments remarquables et lieux de mémoire
- La gare Saint-Lazare.
- L'« accumulation » du sculpteur Arman, haute de cinq mètres, intitulée Consigne à vie, représentant un empilement de valises[2].